# VTJ VA Brno
Vojenská tělovýchovná jednota Vojenská akademie Brno byl poslední název brněnského vojenského fotbalového klubu, který byl založen v roce 1957 jako VTJ Dukla Brno. Většina hráčů zde působila během základní vojenské služby.
Největším úspěchem klubu je působení v nejvyšší jihomoravské soutěži v ročnících 1970/71, 1971/72, 1972/73, 1973/74 a 1974/75.
Svoje domácí utkání hrál na hřišti v Brně-Králově poli v ulici Jana Babáka.

## Historické názvy
Zdroj: 
- 1957 – VTJ Dukla Brno (Vojenská tělovýchovná jednota Dukla Brno)
- 1971 – VTJ VAAZ Brno (Vojenská tělovýchovná jednota Vojenská akademie Antonína Zápotockého Brno)
- 1990 – VTJ VA Brno (Vojenská tělovýchovná jednota Vojenská akademie Brno)
- 2001 – zánik

## Stručná historie klubu
V letech 1947–1950 reprezentovalo vojenskou kopanou divizní mužstvo s názvem Krosno. V tomto mužstvu hráli mj. Drlík, Sedlinský, Sláma a Palán. V roce 1949 byl v Brně založen Dům armády a došlo k ustavení mužstev DA Brno I, DA Brno II, DA Tankista, DA Zenit, DA Šohaj, DA Ocel, DA Jaslo a DA Slovan.
Začátkem 50. let se stal Josef Machata vedoucím sportu při Domu armády. Vznikl polovojenský oddíl Žižka Brno, do něhož přešli hráči ze všech dosavadních oddílů brněnské posádky. Předsedou oddílu kopané se stal Arnošt Grünwald, vedoucím mužstva a jednatelem oddílu byl Jan Horák. Klub se potýkal s finančními problémy a v roce 1957 byl včleněn do Dukly Brno.
V letech 1961–1962 a 1965–1970 působila Dukla Brno v I. A třídě, největších úspěchů dosáhla v první polovině 70. let, kdy se účastnila nejvyšší krajské soutěže (1970–1975). Od 90. let hrál klub městské soutěže již pod názvem VTJ VA Brno (ID 6220281), naposled se účastnil Brněnského městského přeboru v sezoně 2000/01.
Nejznámějším hráčem, který hrál za Duklu Brno byl Jindřich Svoboda – mistr ligy 1977/78 se Zbrojovkou Brno a olympijský vítěz 1980 (autor jediné branky finálového utkání). Za Duklu Brno nastupovali také Bohumil Hlaváč, Ludovít Huščava, František Karkó, Miloš Minařík, Vlastimil Palička a Oldřich Stodůlka.

## Umístění v jednotlivých sezonách
Stručný přehled
- 1958–1960: I. B třída Brněnského kraje – sk. B
- 1960–1961: Brněnský městský přebor
- 1961–1962: I. třída Jihomoravského kraje – sk. B
- 1962–1963: Brněnský městský přebor
- 1963–1965: I. B třída Jihomoravského kraje – sk. E
- 1965–1967: I. A třída Jihomoravské oblasti – sk. A
- 1967–1969: I. A třída Jihomoravské oblasti – sk. B
- 1969–1970: I. A třída Jihomoravské župy – sk. B
- 1970–1972: Jihomoravský župní přebor
- 1972–1975: Jihomoravský krajský přebor
- 1975–1978: I. A třída Jihomoravského kraje – sk. A
- 1978–1979: I. A třída Jihomoravského kraje – sk. B
- 1979–1983: I. A třída Jihomoravského kraje – sk. A
- 1992–1999: Brněnská městská soutěž
- 1999–2001: Brněnský městský přebor

Jednotlivé ročníky
Legenda: Z – zápasy, V – výhry, R – remízy, P – porážky, VG – vstřelené góly, OG – obdržené góly, +/− – rozdíl skóre, B – body, červené podbarvení – sestup, zelené podbarvení – postup, fialové podbarvení – reorganizace, změna skupiny či soutěže
| Československo (1958 – 1993) |                                         |        |    |    |    |    |    |    |     |    |        |
| Sezóny                       | Liga                                    | Úroveň | Z  | V  | R  | P  | VG | OG | +/− | B  | Pozice |
| 1958/59                      | I. B třída Brněnského kraje – sk. B     | 5      | 22 | 7  | 5  | 10 | 50 | 55 | −5  | 19 | 7.     |
| 1959/60                      | I. B třída Brněnského kraje – sk. B     | 5      | 22 | 6  | 6  | 10 | 33 | 48 | −15 | 18 | 8.     |
| 1960/61                      | Brněnský městský přebor                 | 5      | 26 | 21 | 2  | 3  | 94 | 28 | +66 | 44 | 1.     |
| 1961/62                      | I. třída Jihomoravského kraje – sk. B   | 4      | 26 | 9  | 1  | 16 | 67 | 61 | +6  | 19 | 13.    |
| 1962/63                      | Brněnský městský přebor                 | 5      | 26 | 21 | 5  | 0  | 78 | 24 | +54 | 47 | 1.     |
| 1963/64                      | I. B třída Jihomoravského kraje – sk. E | 5      | 22 | 16 | 3  | 3  | 70 | 27 | +43 | 35 | 2.     |
| 1964/65                      | I. B třída Jihomoravského kraje – sk. E | 5      | 22 | 14 | 4  | 4  | 48 | 27 | +21 | 32 | 2.     |
| 1965/66                      | I. A třída Jihomoravské oblasti – sk. A | 5      | 26 | 11 | 6  | 9  | 49 | 39 | +10 | 28 | 5.     |
| 1966/67                      | I. A třída Jihomoravské oblasti – sk. A | 5      | 26 | 11 | 6  | 9  | 53 | 46 | +7  | 28 | 6.     |
| 1967/68                      | I. A třída Jihomoravské oblasti – sk. B | 5      | 26 | 16 | 4  | 6  | 69 | 35 | +34 | 36 | 2.     |
| 1968/69                      | I. A třída Jihomoravské oblasti – sk. B | 5      | 26 | 8  | 5  | 13 | 38 | 42 | −4  | 21 | 10.    |
| 1969/70                      | I. A třída Jihomoravské župy – sk. B    | 6      | 26 | 20 | 4  | 2  | 70 | 16 | +54 | 44 | 1.     |
| 1970/71                      | Jihomoravský župní přebor               | 5      | 26 | 9  | 7  | 10 | 33 | 32 | +1  | 25 | 7.     |
| 1971/72                      | Jihomoravský župní přebor               | 5      | 26 | 12 | 10 | 4  | 46 | 30 | +16 | 34 | 2.     |
| 1972/73                      | Jihomoravský krajský přebor             | 5      | 30 | 13 | 5  | 12 | 43 | 38 | +5  | 31 | 6.     |
| 1973/74                      | Jihomoravský krajský přebor             | 5      | 30 | 7  | 10 | 13 | 31 | 46 | −15 | 24 | 12.    |
| 1974/75                      | Jihomoravský krajský přebor             | 5      | 30 | 3  | 9  | 18 | 31 | 63 | −32 | 15 | 16.    |
| 1975/76                      | I. A třída Jihomoravského kraje – sk. A | 6      | 26 | 10 | 6  | 10 | 47 | 45 | +2  | 26 | 6.     |
| 1976/77                      | I. A třída Jihomoravského kraje – sk. A | 6      | 26 | 13 | 8  | 5  | 41 | 29 | +12 | 34 | 3.     |
| 1977/78                      | I. A třída Jihomoravského kraje – sk. A | 5      | 26 | 9  | 6  | 11 | 30 | 30 | 0   | 24 | 8.     |
| 1978/79                      | I. A třída Jihomoravského kraje – sk. B | 5      | 26 | …  | …  | …  | …  | …  | …   |    |        |
| 1979/80                      | I. A třída Jihomoravského kraje – sk. A | 5      | 30 | 18 | 4  | 8  | 54 | 29 | +25 | 40 | 2.     |
| 1980/81                      | I. A třída Jihomoravského kraje – sk. A | 5      | 30 | 14 | 3  | 13 | 61 | 48 | +13 | 31 | 7.     |
| 1981/82                      | I. A třída Jihomoravského kraje – sk. A | 6      | 30 | 12 | 11 | 7  | 58 | 42 | +16 | 35 | 3.     |
| 1982/83                      | I. A třída Jihomoravského kraje – sk. A | 6      | 30 | 7  | 8  | 15 | 34 | 44 | −10 | 22 | 14.    |
| …                            |                                         |        |    |    |    |    |    |    |     |    |        |
| 1992/93                      | Brněnská městská soutěž                 | 9      | 26 | 13 | 4  | 9  | 70 | 59 | +11 | 30 | 5.     |
| Česko (1993 – 2001)          |                                         |        |    |    |    |    |    |    |     |    |        |
| Sezóny                       | Liga                                    | Úroveň | Z  | V  | R  | P  | VG | OG | +/− | B  | Pozice |
| 1993/94                      | Brněnská městská soutěž                 | 9      | 26 | 9  | 3  | 14 | 51 | 68 | −17 | 21 | 12.    |
| …                            |                                         |        |    |    |    |    |    |    |     |    |        |
| 1996/97                      | Brněnská městská soutěž                 | 9      | 26 | 10 | 3  | 13 | 38 | 59 | −21 | 33 | 8.     |
| 1997/98                      | Brněnská městská soutěž                 | 9      | 26 | 7  | 6  | 13 | 36 | 55 | −19 | 27 | 11.    |
| 1998/99                      | Brněnská městská soutěž                 | 9      | 16 | 13 | 1  | 2  | 63 | 24 | +39 | 40 | 1.     |
| 1999/00                      | Brněnský městský přebor                 | 8      | 26 | …  | …  | …  | …  | …  | …   |    |        |
| 2000/01                      | Brněnský městský přebor                 | 8      | 26 | …  | …  | …  | …  | …  | …   |    | 14.    |

Poznámky:
- 1964/65: Postoupilo rovněž vítězné mužstvo TJ Tatran Bohunice.[9][10]
- 1998/99: Brněnská městská soutěž se hrála ve dvou skupinách.[14]